# Herman Lamm
Herman Lamm (Kassel, 1890. április 19. – Sidell, Illinois, 1930. december 16.), gúnynevén báró Lamm, német származású amerikai bankrabló volt, akit a modern bankrablás atyjának tekintenek. Lamm technikáját a nagy gazdasági világválság számos bűnözője tanulmányozta és utánozta. A báró katona volt Németországban, mielőtt az Amerikai Egyesült Államokba emigrált. Úgy gondolta, hogy a bankrablást a katonai akciókhoz hasonlóan kell megtervezni. A gondos előkészületeknek köszönhetően számos bankot sikerült kirabolnia. 1930-ban, egy rosszul sikerült akció után öngyilkos lett Sidellben.

## Pályafutása
Lamm azután hagyta el Németországot, hogy kizárták az ezredéből kártyacsalás miatt. 1914-ben, kevéssel az első világháború kitörése előtt az Egyesült Államokba emigrált. Bandita lett, és bűncselekményeinek elkövetésében felhasználta mindazt, amit katonai kiképzése során a taktikáról, pontosságról és fegyelemről tanult. Bankrablásait ugyanúgy tervezte meg, mint egy katonai akciót, ami eltért az akkori szokásoktól. Az amerikai bankrablások ugyanis abban az időben nagyban improvizáltak voltak. 1917-ben egy rosszul sikerült akció után letartóztatták, és Utahban börtönbüntetésre ítélték. Itt tökéletesítette a Lamm-technikának nevezett elkövetési módszerét.
Lamm rendszere a kiszemelt bank alapos tanulmányozására épült. A bűnöző nemcsak a bankfiókot és a széfek elhelyezkedését vizsgálta meg, hanem lehetséges menekülő utakat is keresett. Lamm az akció valamennyi tagjának meghatározott egyéni feladatot és tartózkodási helyet jelölt ki. A bankrablásokra szigorú menetrendet állapított meg, amelyhez mindenkinek tartania kellett magát. Minden akciójához pontos menekülési tervet dolgozott ki. Nagy teljesítményű autókat használt, és gyakran versenyzőket bérelt fel sofőrnek. Ezzel a módszerrel több mint egymillió dollárt rabolt, és ezzel korának leghatékonyabb bankrablója lett.

## Halála
1930. december 16-án Lamm az Indiana államban található Clinton egyik bankját rabolta ki. Miután 15 567 dollárt sikerült elrabolnia a Citizens State Bankból, a rá várakozó autó sofőrje, egy korábbi alkoholcsempész észrevette, hogy egy helyi lakos puskával közelít felé. Pánikba esett, és egy gyors megfordulással megpróbált elmenekülni, de a Buick defektet kapott. Lamm és emberei elraboltak egy autót, de később kénytelenek voltak elhagyni, mert 56 km/óránál nem ment gyorsabban. Az autó tulajdonosa ugyanis sebességkorlátozót építtetett járművébe, hogy idős apja ne mehessen túl gyorsan vele. Ezután egy teherautóba ültek át, de nem volt elég víz a hűtőjében, így ismét autót kellett váltaniuk, annak tartályában azonban csak egy gallon benzin volt.
Az illinois-i Sidellben nagyjából kétszáz rendőr és felfegyverzett lakos várta őket, akikkel komoly tűzharcba keveredtek. Hunter, a sofőr halálos sebet kapott, Lamm és 71 éves társa, G. W. Landy agyonlőtte magát, hogy elkerülje a letartóztatást. Walter Dietrich és James Clark megadta magát, őket életfogytiglani börtönbüntetésre ítélték

## Fordítás
- Ez a szócikk részben vagy egészben  a   Herman Lamm című angol Wikipédia-szócikk fordításán alapul.  Az eredeti cikk szerkesztőit annak laptörténete sorolja fel. Ez a jelzés csupán a megfogalmazás eredetét és a szerzői jogokat jelzi, nem szolgál a cikkben szereplő információk forrásmegjelöléseként.